# Laurent Lantieri
Pour les articles homonymes, voir Lantieri.
Laurent Lantieri, né le 15 février 1963, est un chirurgien plasticien français d'origine corse. Il est connu pour avoir effectué en juin 2010 la première greffe totale du visage au monde.
En 2012, il quitte son poste de chef du service de chirurgie plastique et reconstructive au CHU Henri-Mondor de Créteil pour créer et diriger le service de chirurgie reconstructrice et esthétique à l’Hôpital européen Georges-Pompidou à Paris.

## Réalisations
Il réalise au total sept greffes de visage sur 36 effectuées dans le monde.
- 2007 : Il greffe la partie basse du visage d’un patient atteint de la maladie de Von Recklinghausen.
- 2009 : Il effectue deux greffes dont la première greffe du visage et des deux mains sur un même patient très grièvement brûlé, il greffe ce jour-là des paupières qui est une première au monde. Le patient décédera un mois plus tard d’un arrêt cardiaque à la suite d'une infection.
- 26 juin 2010 : Première greffe totale de visage française sur un patient atteint également de maladie de Von Recklinghausen,
- 2011 : Il effectue deux greffes de visage[4].
- 2018 : Il effectue pour la première fois au monde une seconde greffe de visage sur la même personne.

L'ensemble de ces travaux sera publié  peu de temps après le décès de la première greffée du visage .
Il développe en France la technique de reconstruction mammaire DIEP qui permet de reconstruire des seins après cancer sans prothèse en utilisant la peau et la graisse du ventre. Il développe par la suite une nouvelle technique de PAP.
Il participe à l'organisation de la gestion de la crise sanitaire liée aux prothèses PIP.
Il développe des techniques de chirurgie pour traiter les patients porteurs de maladie de Recklinghausen.
Après l'arrêt des programmes de greffe en France, il effectue une greffe bilatérale d'avant-bras dans le cadre d'une coopération avec l'université de Pennsylvanie, ce qui entraîne le vote par l'Assemblée nationale d'un amendement permettant de créer un cadre juridique pour les greffes de tissus composites vascularisées.

## Politique
Il est candidat suppléant de la divers-droite Delphine Benin dans la deuxième circonscription de Paris pour les élections législatives de 2017.

## Distinctions
- 2010 : Victoire de la médecine
- 2010 : Personnalité de l'année par les votes des lecteurs du Parisien, Aujourd'hui en France et les auditeurs de RTL[14].
- 2011 : Prix James Barett Brown de l'American Association of Plastic Surgeon
- 2011 : Prix Maliniac de l'American Society of Plastic Surgeon
- 2012 : Légion d'honneur remise par Xavier Bertrand